# Lijst van voetbalinterlands Centraal-Afrikaanse Republiek - Congo-Kinshasa
Deze lijst van voetbalinterlands is een overzicht van alle officiële voetbalwedstrijden tussen de nationale teams van de Centraal-Afrikaanse Republiek en Congo-Kinshasa. De landen speelden tot op heden zes keer tegen elkaar. De eerste ontmoeting was een kwalificatiewedstrijd voor de Afrika Cup 2002 op 2 juli 2000 in Bangui. Het laatste duel, een kwalificatiewedstrijd voor het African Championship of Nations 2020, werd gespeeld in Kinshasa op 20 oktober 2019.

## Wedstrijden
| № | Plaats   | Datum             | Competitie                                        | Wedstrijd                           | Uitslag |
| - | -------- | ----------------- | ------------------------------------------------- | ----------------------------------- | ------- |
| 1 | Bangui   | 2 juli 2000       | Afrika Cup 2002 kwalificatie                      | Centr.-Afrik. Rep. – Congo-Kinshasa | 1 – 1   |
| 2 | Kinshasa | 15 juli 2000      | Afrika Cup 2002 kwalificatie                      | Congo-Kinshasa − Centr.-Afrik. Rep. | 2 − 1   |
| 3 | Bangui   | 6 september 2015  | Afrika Cup 2017 kwalificatie                      | Centr.-Afrik. Rep. − Congo-Kinshasa | 2 − 0   |
| 4 | Kinshasa | 4 september 2016  | Afrika Cup 2017 kwalificatie                      | Congo-Kinshasa − Centr.-Afrik. Rep. | 4 − 1   |
| 5 | Bangui   | 22 september 2019 | African Championship of Nations 2020 kwalificatie | Centr.-Afrik. Rep. − Congo-Kinshasa | 0 − 2   |
| 6 | Kinshasa | 20 oktober 2019   | African Championship of Nations 2020 kwalificatie | Congo-Kinshasa − Centr.-Afrik. Rep. | 4 − 1   |

## Samenvatting
| Competitie                          | Totaal gespeeld | Winst Centr.-Afrik. Rep. | Gelijk | Winst Congo-Kinsh. | Doelsaldo Centr.-Afrik. Rep. – Congo-Kinsh. |
| ----------------------------------- | --------------- | ------------------------ | ------ | ------------------ | ------------------------------------------- |
| Afrika Cup-kwalificatie             | 4               | 1                        | 1      | 2                  | 5 − 7                                       |
| African Championship of Nations-kw. | 2               | 0                        | 0      | 2                  | 1 − 6                                       |
| Totaal                              | 6               | 1                        | 1      | 4                  | 6 − 13                                      |

Wedstrijden bepaald door strafschoppen worden, in lijn met de FIFA, als een gelijkspel gerekend.